# Zelená univerzita
Zelená univerzita je projekt iniciovaný studenty českých vysokých škol, který si klade za cíl podpořit prosazování zásad udržitelného rozvoj v každodenním provozu vysokých škol. Chce tedy pomoci prosadit ve vyspělých státech Evropy běžná opatření jako jsou funkční systém separace odpadu, šetrné nakládání s energií a materiály, podpora recyklovaných a recyklovatelných výrobků, alternativních způsobů dopravy atd.